# Ahn (Familienname)
Ahn ist der Familienname folgender Personen:
- Albert Ahn (1867–1935), deutscher Verleger und Unternehmer
- Ali Ahn, US-amerikanische Schauspielerin, Sängerin und Synchronsprecherin
- Alyssa Ahn (* 2006), US-amerikanische Tennisspielerin
- Franz Conrad Albert Ahn (1840–1910), deutscher Verleger in Köln und Berlin
- Gregor Ahn (* 1958), deutscher vergleichender Religionswissenschaftler
- Johann Franz Ahn (1796–1865), deutscher Lehrer und Lehrbuchautor
- Johannes Ahn (* 1979), deutscher Schauspieler
- Kristie Ahn (* 1992), US-amerikanische Tennisspielerin
- Luis von Ahn (* 1978), guatemaltekischer Informatiker und Unternehmer
- Natalie G. Ahn (* 1957), US-amerikanische Chemikerin und Biochemikerin
- Philip Ahn (1905–1978), US-amerikanischer Schauspieler
- Priscilla Ahn (Priscilla Natalie Hartranft; * 1984), US-amerikanische Sängerin und Songwriterin
- Ralph Ahn (1926–2022), US-amerikanischer Schauspieler koreanischer Abstammung
- Robert Henry Ahn (1848–1909/1913), kanadischer Minengründer
- Wiktor Ahn (Ahn Hyun-soo) (* 1985), südkoreanisch-russischer Shorttrack-Läufer
- Wilhelm von Ahn (1879–1916), deutscher Schauspieler und Tenor

Ahn als koreanischer Familienname:
- koreanische Schreibweise: An (Familienname), nach der revidierten Romanisierung
- Ahn Byeong-keun (* 1962), südkoreanischer Judoka
- Ahn Byung-keon (* 1988), südkoreanischer Fußballspieler
- Byung-Mu Ahn (1922–1996), südkoreanischer evangelischer Theologe.
- Ahn Changho (1878–1938), koreanischer Unabhängigkeitsaktivist
- Ahn Cheol-soo (* 1962), südkoreanischer Unternehmer und Politiker
- Ahn Dae-hee (* 1955), südkoreanischer Jurist und Politiker
- Ahn Do-hyun (* 1961), südkoreanischer Schriftsteller
- Ahn Eun-chun (* 1986), südkoreanische Squashspielerin
- Ahn Eun-jin (* 1991), südkoreanische Schauspielerin
- Ahn Hyeon-beom (* 1994), südkoreanischer Fußballspieler
- Ahn Hyo-yeon (* 1978), südkoreanischer Fußballspieler
- Ahn Hyun-min (* 1986), südkoreanischer Eishockeyspieler
- Ahn Hyun-suk (* 1984), südkoreanischer Badmintonspieler
- Ahn Jae-chang (* 1972), südkoreanischer Badmintonspieler
- Ahn Jae-hong (Unabhängigkeitsaktivist) (1881–1965), südkoreanischer Unabhängigkeitsaktivist und Politiker
- Ahn Jae-hong (Politiker) (* 1947), südkoreanischer Politiker
- Ahn Jae-hong (Schauspieler, 1986) (* 1986), südkoreanischer Schauspieler
- Ahn Jae-hong (Schauspieler, 1989) (* 1989), südkoreanischer Schauspieler
- Ahn Jae-hoon (* 1988), südkoreanischer Fußballspieler
- Ahn Jae-hyung (* 1965), südkoreanischer Tischtennisspieler
- Ahn Ji-hye (* 1987), südkoreanische Schauspielerin
- Ahn Ji-hyun (* 1992), südkoreanische Schauspielerin
- Ahn Jin-hui (* 1991), südkoreanischer Eishockeyspieler
- Ahn Jin-soo (* 1973), südkoreanische Skilangläuferin
- Ahn Joon-soo (* 1998), südkoreanischer Fußballspieler
- Ahn Jung-hwan (* 1976), südkoreanischer Fußballspieler
- Ahn Jung-hyo (1941–2023), südkoreanischer Schriftsteller
- Ahn Sang-soo (* 1952), südkoreanischer Grafikdesigner
- Ahn Seo-hyeon (* 2004), südkoreanische Schauspielerin
- Ahn Seong-min (* 1999), südkoreanischer Fußballspieler
- Ahn Seul-ki (* 1992), südkoreanische Langstreckenläuferin
- Ahn Sung-ki (* 1952), südkoreanischer Schauspieler
- Ahn Yu-jin (Badminton) (* um 1984), südkoreanische Badmintonspielerin
- Ahn Yu-jin (Tennisspielerin) (* 1997), südkoreanische Tennisspielerin
- Ahn Yu-jin (Model) (* 2003), südkoreanische Sängerin, Schauspielerin und Model
- Byeongso Ahn (1911–1979), südkoreanischer Violinist, Dirigent, Komponist und Pädagoge
- Francis Xavier Ahn Myong-ok (* 1945), südkoreanischer Geistlicher, Bischof von Masan